# 黛西·克莱弗利
黛西·格雷丝·威尔逊·克莱弗利（英語：Daisy Grace Wilson Cleverley；1997年4月30日—），新西兰女子职业足球运动员，司职中场，目前效力于新西兰国家女子足球队。她曾代表新西兰参加2020年夏季奥林匹克运动会女子足球比赛和2023年国际足联女子世界杯等多场国际赛事。